# Jonas Hagberg

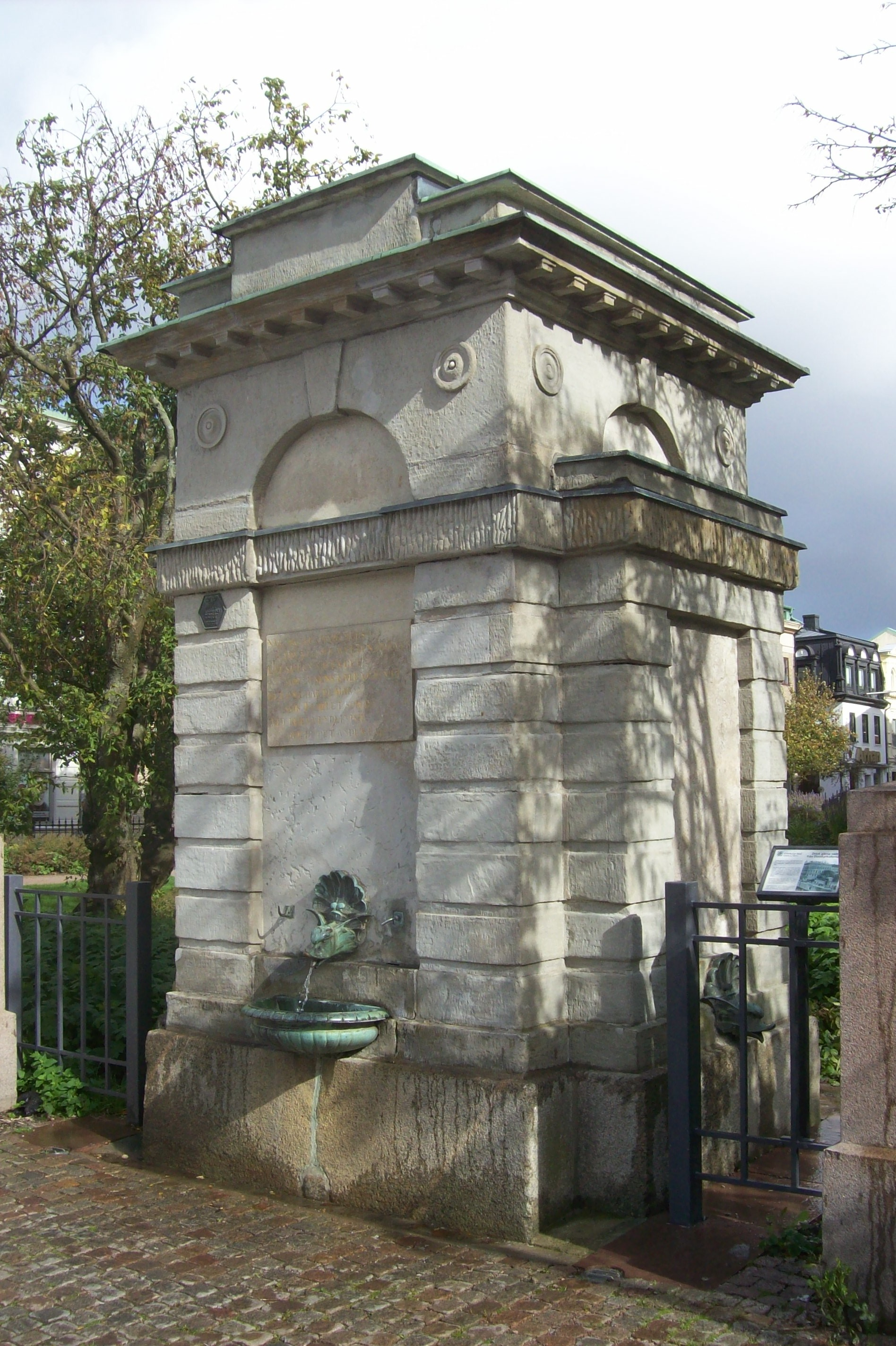
Brunnshuset från 1816 ritad av Jonas Hagberg och som idag står vid Göteborgs domkyrka.

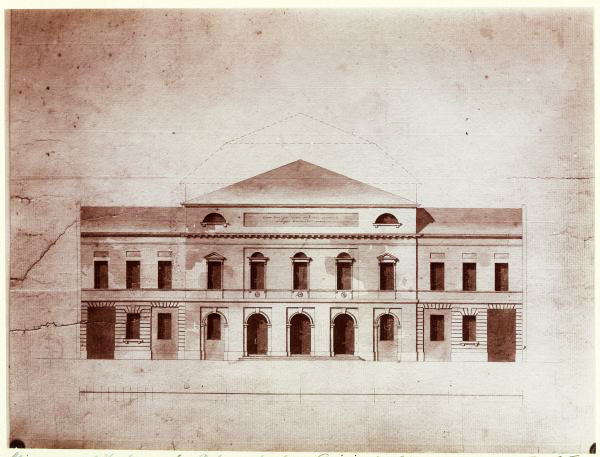
Ritning från 1814 för Segerlindska teatern som ritades av Jonas Hagberg.

Jonas Hagberg, född den 2 februari 1788, död 1839, var stadsarkitekt i Göteborg 1814-1839. Den 13 december 1811 utnämndes han till vice stadsarkitekt och extra ordinarie (ordinarie den 16 juli 1812) stadsbyggmästare i Göteborg, för att vara stadsarkitekten Carl Wilhelm Carlberg behjälplig med de många återuppbyggnaderna. Efter Carlbergs död blev Hagberg ordinarie den 25 oktober 1814. Han benämndes då även hovarkitekt.
Hagberg svarade för ritningarna, och var ansvarig för bland annat ombyggnaden 1814-1817 av Göteborgs rådhus, ursprungligen byggt efter att det första brunnit 1669. Denna ombyggnad innebar bland annat en påbyggnad med en tredje våning. Han byggde även om stadshuset 1821-1824, efter att den äldre byggnaden brann 1746, och gav den en putsad nyklassicistisk fasad och flackt tak. 
År 1816 uppförde han ett litet nyklassicistiskt brunnshus vid Västra Hamnkanalen. Detta brunnshus flyttades till Domkyrkoplanen 1905 då Västra Hamnkanalen fyllts igen. Hagberg gjorde även ritningarna till Segerlindska teatern som stod färdigt 1816. Åren 1812 och 1813 hade Kommendantshuset och Ekmanska handelshuset fått sina tredje våningar, genom Hagbergs insatser.
Jonas Hagberg blev medlem av Kungliga Vetenskaps- och Vitterhetssamhället i Göteborg den 7 januari 1831.
Hagberg var gift med Augusta Gustava Insenstierna.